# Públio Valério Potito Publícola
Públio Valério Potito Publícola (em latim: Publius Valerius Potitus Poplicola) foi um político da gente Valéria nos primeiros anos da República Romana, eleito tribuno consular por seis vezes, em 386, 384, 380, 377, 370 e 367 a.C.. Era filho de Lúcio Valério Potito, cônsul em 393 e 392 a.C. e tribuno consular em 414, 406, 403, 401 e 398 a.C..

## Primeiro tribunato consolar (386 a.C.)
Em 386 a.C., foi eleito tribuno consular com Marco Fúrio Camilo, Quinto Servílio Fidenato, Sérvio Cornélio Maluginense, Lúcio Horácio Púlvilo e Lúcio Quíncio Cincinato Capitolino.
Quando Anzio (Antium) resolveu se levantar contra Roma, apoiada pelos jovens latinos e hérnicos, o Senado decidiu entregar as operações militares a Fúrio Camilo, que levou consigo seu colega Públio Valério. A Quinto Servílio foi encarregada a missão de organizar um exército que ficaria em território romano para defender a cidade contra um possível ataque dos etruscos. Lúcio Quíncio liderou a defesa da própria cidade de Roma, Lúcio Horácio organizou os suprimentos e a logística para a campanha e Sérvio Cornélio, a administração pública.
Depois de derrotados os volscos, os romanos se voltaram contra os etruscos que estavam cercando Sátrico e Nepi, entregando o comando da operação a Fúrio Camilo; Lúcio Quíncio e Lúcio Horácio foram encarregados de supervisionar a reconstrução da zona rural devastada pela campanha contra os volscos.

## Segundo tribunato consular (384 a.C.)
Em 384 a.C., foi eleito novamente, desta vez com Marco Fúrio Camilo, Caio Papírio Crasso, Lúcio Quíncio Cincinato Capitolino, Sérvio Cornélio Maluginense e Sérvio Sulpício Rufo.
O ano de 384 a.C. foi marcado pelo processo contra Marco Mânlio Capitolino e que terminou, tragicamente, com sua condenação à morte na Rocha Tarpeia. Marco era um grande adversário de Camilo e o acusava de querer ser rei, justamente a acusação que o levaria à morte.

## Terceiro tribunato consular (380 a.C.)
Foi eleito, segundo os Fastos Capitolinos, com Caio Sulpício Pético, Sérvio Cornélio Maluginense, Lúcio Valério Publícola, Cneu Sérgio Fidenato Cosso, Licínio Menênio Lanato, Lúcio Emílio Mamercino, Tibério Papírio Crasso e Lúcio Papírio Crasso. Lívio nomeia seis cônsules para o ano: Lúcio e Públio Valério, o primeiro pela quinta vez e o segundo, pela terceira, Caio Sérgio, pela terceira vez, Licínio Menênio, pela segunda vez, e depois Públio Papírio e Sérvio Cornélio Maluginense.
O ano foi marcado pela disputa entre patrícios e plebeus sobre a questão dos cidadãos romanos caídos em escravidão por dívidas. Deste conflito se aproveitaram os prenestinos, que chegaram até a Porta Colina. Para tratar de derrotar o inimigo externo, mas ainda assim limitando os poderes dos tribunos da plebe, o Senado nomeou ditador Tito Quíncio Cincinato Capitolino, que levou os romanos à vitória.

## Quarto tribunato consular (377 a.C.)
Em 377 a.C., foi eleito pela última vez, com Caio Vetúrio Crasso Cicurino, Lúcio Emílio Mamercino, Marco Fúrio Camilo, Sérvio Sulpício Pretextato e Caio Quíncio Cincinato.
Durante seu mandato, Roma teve que enfrentar somente a ameaça dos volscos, desta vez aliados aos latinos. Organizado o alistamento, o exército foi dividido em três partes: uma para defender a cidade, uma para a defesa do território romano e a maior parte foi enviada para combater o inimigo, sob as ordens de Lúcio Emílio e Públio Valério.
A batalha foi travada perto de Sátrico e os romanos levaram a melhor, apesar da forte resistência dos latinos, que haviam copiado as técnicas militares romanas. Enquanto os volscos se retiraram para Âncio (sua capital), a partir de onde trataram sua rendição, entregando a cidade e seu território aos romanos, os latinos atearam fogo a Sátrico e atacaram Túsculo, segundo eles uma cidade "duplamente culpada", pois era a única latina que havia obtido a cidadania romana.
Enquanto os latinos ocupavam a cidade, os tuscolanos se retiraram para a cidadela e enviaram um pedido de ajuda urgente aos romanos, que enviaram reforços sob as ordens de Lúcio Quíncio e Sérvio Sulpício, que conseguiram expulsar os latinos e libertar a cidade.

## Quinto tribunato consular (370 a.C.)
Em 370 a.C., Públio Valério foi eleito pela última vez, com Sérvio Sulpício Pretextato, Caio Valério Potito, Lúcio Fúrio Medulino Fuso, Aulo Mânlio Capitolino e Sérvio Cornélio Maluginense.
As eleições em Roma foram interrompidas por um período de cinco anos, durante os quais não se elegerem tribunos consulares, principalmente por causa do veto imposto pelos tribunos da plebe Caio Licínio Calvo Estolão e Lúcio Séstio Laterano e a causa foi o ataco dos veletros a Túsculo, uma cidade aliada de Roma. Os romanos conseguiram expulsar os atacantes em sua própria cidade, que foi cercada, mas não foi possível capturá-la.

## Sexto tribunato consular (367 a.C.)
Em 367 a.C., foi eleito pela última vez tribuno consular com Marco Gegânio Macerino, Lúcio Vetúrio Crasso Cicurino, Marco Cornélio Maluginense, Públio Mânlio Capitolino e Aulo Cornélio Cosso.
Com a notícia do avanço dos gauleses, Marco Fúrio Camilo foi nomeado, pela quinta vez, ditador e passou a organizar ativamente a defesa de Roma. Os gauleses acamparam às margens do rio Ânio, trazendo consigo grande quantidade de espólios obtidos em seus saques. Perto deles, nos montes Albanos, Camilo percebeu que estavam desorganizados e entregues às celebrações. E, assim, pouco antes do anoitecer, a infantaria leve romana conseguiu desmantelar as defesas gaulesas e, logo atrás, a infantaria pesada e os lanceiros conseguiram aniquilar o inimigo.
Em Roma, os plebeus estavam convencidos sobre a proposta da dupla de cônsules, mas os patrícios não cediam e buscaram a proteção de Camilo. Os populistas tentaram prendê-lo, mas ele convocou antes uma sessão do Senado e convenceu os senadores a cederem à pressão popular, materializada pelos plebeus na Lex Licinia Sextia (367 a.C.). Um novo cargo na magistratura, aberto à patrícios e plebeus, o pretorado, foi criado pela mesma lei.